# Monreal (Navarra)
Monreal, baskisch Elo, ist ein Ort am Jakobswegs im spanischsprachigen Teil der Autonomen Gemeinschaft Navarra in Spanien. Er liegt 18 km südwestlich von Pamplona.
Trotz seiner geringen Größe gab es hier im Mittelalter ein eigenes Judenviertel. Zeitweise war das Dorf so bedeutend, dass es eine eigene Münze herausgab. Es gab eine Burg, die als Jagdresidenz der navarrischen Könige diente. Davon existieren jedoch nur noch Reste. Ihre Zerstörung (1521) wie die anderer navarrischer Verteidigungsanlagen wurde im 16. Jahrhundert von den spanischen Königen angeordnet.
Heute zu besichtigen ist die Kirche St. Martin, die, gotischen Ursprungs, im 18. Jahrhundert stark verändert wurde. Das Retabel stammt aus dem 17. Jahrhundert und wurde 1927 restauriert.
Das Bild der Kirche findet sich teilweise als Station im Gänsespiel, einem in Spanien beliebten Brettspiel mit den meisten Pilgerhauptstationen des Jakobswegs, wie sie im Liber Sancti Jacobi zu finden sind.
Monreal verfügt über eine Pilgerherberge.